# Donchery
Donchery település Franciaországban, Ardennes megyében. Lakosainak száma 1989 fő (2022. január 1.). Donchery Cheveuges, Glaire, Saint-Menges, Sedan, Villers-sur-Bar, Vrigne-Meuse és Vrigne aux Bois községekkel határos.

## Népesség
A település népességének változása:
| Lakosok száma | 1963 | 2293 | 2362 | 2406 | 2245 | 2202 | 2087 | 2018 | 2008 | 1989 |
|               | 1968 | 1982 | 1990 | 2006 | 2013 | 2015 | 2017 | 2019 | 2020 | 2022 |